# Alessandra di Baviera
Alessandra Amalia Wittelsbach (Aschaffenburg, 26 agosto 1826 – castello di Nymphenburg, 21 settembre 1875) fu un membro della Casata di Wittelsbach e Principessa Reale di Baviera che dedicò la sua vita alla letteratura.

## Biografia

### Giovinezza
Alessandra nacque a Schloss Johannisburg ad Aschaffenburg, ottava figlia (e quinta femmina) di re Ludovico I di Baviera e della moglie Teresa di Sassonia-Hildburghausen. Ancora quindicenne essa venne ritratta dal pittore Joseph Karl Stieler per la Galleria delle Bellezze, che il padre aveva voluto costruire nel castello di Nymphenburg.

### Maturità
Alessandra non si sposò mai e venne nominata badessa del Regio Capitolo per Dame di Sant'Anna di Monaco e Würzburg, una specifica comunità religiosa per nobili signore. Negli anni 1850 il principe Luigi Luciano Bonaparte chiese a Ludovico I la mano della figlia, ma visto che egli era divorziato dalla prima moglie, il Re rifiutò adducendo come scusa la salute delicata di Alessandra.
Nel 1852 Alessandra iniziò la sua carriera letteraria; il suo primo libro di storie fu intitolato Weihnachtsrosen (Rose di Natale). L'anno successivo pubblicò Souvenirs, pensées et essais (Memorie, pensieri e saggi) Nel 1856 comparve Feldblumen (Fiori di campo), i cui proventi vennero donati all'Orfanotrofio Maximilian; nel 1858 fu il turno di Phantasie- und Lebensbilder (Ritratti di fantasia e biografici), una collezione di traduzioni in tedesco dall'inglese e dal francese. Nel 1862 essa scrisse una nuova traduzione in tedesco di alcune novelle di Eugénie Foa; l'anno successivo apparve Thautropfen  (Gocce di rugiada), una raccolta di storie francesi tradotte e di alcune di suo pugno.
Nel 1870 Alessandra scrisse Das Kindertheater (Il teatro dei bambini), traduzione tedesca di alcune commedie per bambini tratte da L'ami des enfants di Arnaud Berquin; lo stesso anno apparve Der erste des Monats (Il primo dei mesi), anch'esso una traduzione di un libro francese di Jean-Nicolas Bouilly. Nel 1873 scrisse Maiglöckchen (Campanelle di maggio), una raccolta di storie.
Numerosi contributi scritti dalla principessa Alessandra di Baviera vennero pubblicati sul periodico Jugendblätter di Isabella Braun.

### Eccentricità e morte
Nonostante il suo talento ed i suoi risultati letterari, Alessandra era affetta da numerose manie, tra cui un'ossessione per la pulizia.
Alessandra morì nel 1875 all'età di quarantanove anni al castello di Nymphenburg; essa è sepolta nella cripta dei Wittelsbach nella Theatinerkirche di Monaco.

## Antenati
|                                       |                                                 |                                                        | Genitori                                                              |  |  | Nonni |  |  | Bisnonni                                   |  |  | Trisnonni                                |  |
|                                       |                                                 |                                                        |                                                                       |  |  |       |  |  | Federico Michele di Zweibrücken-Birkenfeld |  |  | Cristiano III del Palatinato-Zweibrücken |  |
|                                       |                                                 |                                                        |                                                                       |  |  |       |  |  | Federico Michele di Zweibrücken-Birkenfeld |  |  | Cristiano III del Palatinato-Zweibrücken |  |
|                                       |                                                 | Carolina di Nassau-Saarbrücken                         |                                                                       |  |  |       |  |  | Federico Michele di Zweibrücken-Birkenfeld |  |  |                                          |  |
| Massimiliano I Giuseppe di Baviera    |                                                 |                                                        |                                                                       |  |  |       |  |  | Federico Michele di Zweibrücken-Birkenfeld |  |  |                                          |  |
|                                       |                                                 | Maria Francesca del Palatinato-Sulzbach                | Giuseppe Carlo del Palatinato-Sulzbach                                |  |  |       |  |  |                                            |  |  |                                          |  |
|                                       |                                                 | Maria Francesca del Palatinato-Sulzbach                | Giuseppe Carlo del Palatinato-Sulzbach                                |  |  |       |  |  |                                            |  |  |                                          |  |
|                                       |                                                 | Maria Francesca del Palatinato-Sulzbach                | Elisabetta Augusta Sofia del Palatinato-Neuburg                       |  |  |       |  |  |                                            |  |  |                                          |  |
| Ludovico I Re di Baviera              |                                                 | Maria Francesca del Palatinato-Sulzbach                |                                                                       |  |  |       |  |  |                                            |  |  |                                          |  |
|                                       |                                                 | Giorgio Guglielmo d'Assia-Darmstadt                    | Luigi VIII d'Assia-Darmstadt                                          |  |  |       |  |  |                                            |  |  |                                          |  |
|                                       |                                                 | Giorgio Guglielmo d'Assia-Darmstadt                    | Luigi VIII d'Assia-Darmstadt                                          |  |  |       |  |  |                                            |  |  |                                          |  |
|                                       |                                                 | Giorgio Guglielmo d'Assia-Darmstadt                    | Carlotta di Hanau-Lichtenberg                                         |  |  |       |  |  |                                            |  |  |                                          |  |
| Augusta Guglielmina d'Assia-Darmstadt |                                                 | Giorgio Guglielmo d'Assia-Darmstadt                    |                                                                       |  |  |       |  |  |                                            |  |  |                                          |  |
|                                       |                                                 | Maria Luisa Albertina di Leiningen-Dagsburg-Falkenburg | Cristiano Carlo Reinardo di Leiningen-Dachsburg-Falkenburg-Heidesheim |  |  |       |  |  |                                            |  |  |                                          |  |
|                                       |                                                 | Maria Luisa Albertina di Leiningen-Dagsburg-Falkenburg | Cristiano Carlo Reinardo di Leiningen-Dachsburg-Falkenburg-Heidesheim |  |  |       |  |  |                                            |  |  |                                          |  |
|                                       |                                                 | Maria Luisa Albertina di Leiningen-Dagsburg-Falkenburg | Caterina Polissena di Solms-Rödelheim-Assenheim                       |  |  |       |  |  |                                            |  |  |                                          |  |
| Alessandra di Baviera                 |                                                 | Maria Luisa Albertina di Leiningen-Dagsburg-Falkenburg |                                                                       |  |  |       |  |  |                                            |  |  |                                          |  |
|                                       | Ernesto Federico III di Sassonia-Hildburghausen | Ernesto Federico II di Sassonia-Hildburghausen         |                                                                       |  |  |       |  |  |                                            |  |  |                                          |  |
|                                       | Ernesto Federico III di Sassonia-Hildburghausen | Ernesto Federico II di Sassonia-Hildburghausen         |                                                                       |  |  |       |  |  |                                            |  |  |                                          |  |
|                                       | Ernesto Federico III di Sassonia-Hildburghausen | Carolina di Erbach-Fürstenau                           |                                                                       |  |  |       |  |  |                                            |  |  |                                          |  |
| Federico di Sassonia-Altenburg        | Ernesto Federico III di Sassonia-Hildburghausen |                                                        |                                                                       |  |  |       |  |  |                                            |  |  |                                          |  |
|                                       |                                                 | Ernestina Augusta di Sassonia-Weimar                   | Ernesto Augusto I di Sassonia-Weimar                                  |  |  |       |  |  |                                            |  |  |                                          |  |
|                                       |                                                 | Ernestina Augusta di Sassonia-Weimar                   | Ernesto Augusto I di Sassonia-Weimar                                  |  |  |       |  |  |                                            |  |  |                                          |  |
|                                       |                                                 | Ernestina Augusta di Sassonia-Weimar                   | Sofia Carlotta di Brandeburgo-Bayreuth                                |  |  |       |  |  |                                            |  |  |                                          |  |
| Teresa di Sassonia-Hildburghausen     |                                                 | Ernestina Augusta di Sassonia-Weimar                   |                                                                       |  |  |       |  |  |                                            |  |  |                                          |  |
|                                       |                                                 | Carlo II di Meclemburgo-Strelitz                       | Carlo Ludovico Federico di Meclemburgo-Strelitz                       |  |  |       |  |  |                                            |  |  |                                          |  |
|                                       |                                                 | Carlo II di Meclemburgo-Strelitz                       | Carlo Ludovico Federico di Meclemburgo-Strelitz                       |  |  |       |  |  |                                            |  |  |                                          |  |
|                                       |                                                 | Carlo II di Meclemburgo-Strelitz                       | Elisabetta Albertina di Sassonia-Hildburghausen                       |  |  |       |  |  |                                            |  |  |                                          |  |
| Carlotta di Meclemburgo-Strelitz      |                                                 | Carlo II di Meclemburgo-Strelitz                       |                                                                       |  |  |       |  |  |                                            |  |  |                                          |  |
|                                       |                                                 | Federica d'Assia-Darmstadt                             | Giorgio Guglielmo d'Assia-Darmstadt                                   |  |  |       |  |  |                                            |  |  |                                          |  |
|                                       |                                                 | Federica d'Assia-Darmstadt                             | Giorgio Guglielmo d'Assia-Darmstadt                                   |  |  |       |  |  |                                            |  |  |                                          |  |
|                                       |                                                 | Federica d'Assia-Darmstadt                             | Maria Luisa Albertina di Leiningen-Dagsburg-Falkenburg                |  |  |       |  |  |                                            |  |  |                                          |  |
|                                       |                                                 | Federica d'Assia-Darmstadt                             |                                                                       |  |  |       |  |  |                                            |  |  |                                          |  |